# Yūta Nobe
Yūta Nobe (japanisch 延 祐太 Nobe Yūta; * 4. Juni 1998 in der Präfektur Kagawa) ist ein japanischer Fußballspieler.

## Karriere
Yūta Nobe erlernte das Fußballspielen in der Mannschaft der JFA Academy Fukushima und in der Universitätsmannschaft der Ritsumeikan-Universität. Seinen ersten Profivertrag unterschrieb er im Februar 2021 beim Fukushima United FC. Der Verein aus Fukushima, einer Großstadt in der gleichnamigen Präfektur Fukushima im Nordosten der Hauptinsel Honshū, spielte in der dritten japanischen Liga. Sein Drittligadebüt gab Yūta Nobe am 14. März 2021 (1. Spieltag) im Heimspiel gegen den Fujieda MYFC. Hier wurde er in der 77. Minute für Hiromu Kamada eingewechselt. Nach insgesamt 63 Ligaspielen, in denen er drei Treffer erzielte, wechselte er im Januar 2024 nach Ōita zum Fünftligisten J-Lease FC. Mit dem Verein spielt er in der Kyushu Soccer League.